# Everts (II)

Familiewapen van Everts (1821)

Everts is een Nederlands geslacht waarvan leden sinds 1821 tot de Nederlandse adel behoren en dat in 1923 uitstierf.

## Geschiedenis
De stamreeks begint met Evert Hendriks die voor 1646 trouwde met Grietje Gerrits. Bij KB van 12 februari 1821 werd generaal Hendricus Petrus Everts (1777-1851) verheven in de Nederlandse adel. Het geslacht stierf met zijn kleindochter uit in 1923.

## Enkele telgen
Jhr. Hendricus Petrus Everts (1777-1851), generaal-majoor, provinciaal commandant van Groningen
- Jhr. Hendrikus Petrus Everts (1803-1856), kapitein infanterie
  - Jkvr. Emma Josephina Henriëtta Joanna Everts (1845-1923), laatste telg van het adellijke geslacht